# Ophiophragmus filograneus
Ophiophragmus filograneus är en ormstjärneart som först beskrevs av George Richard Lyman 1875.  Ophiophragmus filograneus ingår i släktet Ophiophragmus och familjen trådormstjärnor. Inga underarter finns listade i Catalogue of Life.